# Shamokin, Pennsylvania
Shamokin là một thành phố thuộc quận Northumberland, tiểu bang Pennsylvania, Hoa Kỳ. Năm 2010, dân số của thành phố này là 7374 người.